# Ethel Mairet
Ethel Mary Mairet  (ou Ethel Mary Partridge ou Ethel Mary Coomaraswamy), née le 17 février 1872 à Barnstaple et morte le  18 novembre 1952 à Ditchling, est une tisserande britannique ayant eu un rôle important dans le développement de l'artisanat textile au cours de la première moitié du XXe siècle. Ses recherches sur les techniques de tissage, de teinture et de broderie à Ceylan et en Inde lui ont valu une grande notoriété allant jusqu'au Mahatma Gandhi et son enseignement du tissage ont influencé de nombreux élèves.
Elle a confectionné des tissus d'ameublement et de vêtements, des écharpes et des vêtements, en utilisant des fils de laine, de soie et de coton de haute qualité - filés à la main et à la machine et principalement teints avec des colorants naturels. Son travail a été largement exposé en Angleterre et à l'étranger et a également été vendu dans sa boutique de Brighton et dans l'atelier.
Son travail est d'une grande importance pour la production textile de la première moitié du XXe siècle, influençant non seulement le design britannique mais aussi le tissage indien et les mouvements d'indépendance et ouvrant la voie à des créateurs comme Coco Chanel dans les années 1930. Elle est considérée comme l'artisane la plus importante en Grande Bretagne.

## Jeunesse
Ethel Mary Partridge est née le 17 février 1872 à Barnstaple, Devon. Ses parents sont David Partridge, un pharmacien et Mary Ann Hunt. En 1899, ayant obtenu un diplôme pour enseigner le pianoforte, elle travaille comme gouvernante, d'abord à Londres puis à Bonn, en Allemagne.

## Introduction aux textiles

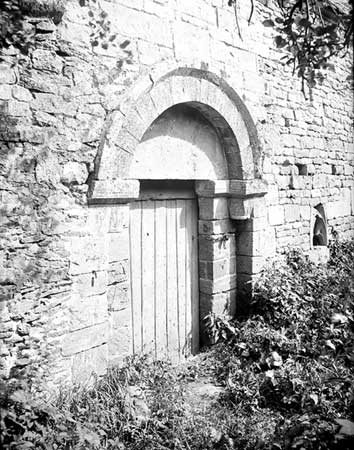
Entrée principale de Norman Chapel House à Broad Campden en 1895. Cette maison (en partie du XIIe siècle) a été rénovée par CR Ashbee pour Ananda Coomaraswamy de 1905 à 1907

Elle rencontre le célèbre historien de l'art et philosophe Ananda Coomaraswamy et l'épouse le 19 juin 1902. Ananda est métis, de père tamoul et de mère britannique et ce mariage se heurte à de nombreux préjugés des deux communautés. Le couple se rend à Ceylan (aujourd'hui Sri Lanka), où Ananda fait des recherches en minéralogie. Le couple documente les arts et l'artisanat de chaque village, Ethel Mairet tient des journaux méticuleux, photographiant chaque artisanat qu'elle observe. Elle visite les musées et des collections privées et en revient convaincue que l'impérialisme a détruit la culture du Sri Lanka. le couple retourne en Angleterre en 1907 et publie ses travaux sur l'artisanat de Ceylan.
Jusqu'en 1910, ils vivent à Chipping Campden où l'architecte Charles Robert Ashbee, fondateur du mouvement Arts ad Crafts, a établi la Guild and School of Handicraft, une communauté d'artistes et d'artisans. Le frère d'Ethel, Frederick James Partridge, un bijoutier, en fait également partie. Ashbee rénove une chapelle normande pour les Coomaraswamy.
Le couple visite ensuite l'Inde, où il complète la collection textile commencée à Ceylan.

## Tissage et teinture
Mis à part quelques leçons rudimentaires à Ceylan et dans les îles britanniques, Ethel Mairet est autodidacte comme tisserande, fileuse et teinturière.
Elle fait ses premières expériences dans le tissage et la teinture en 1909 à Chipping Camden. Elle étudie les colorants végétaux à la Bibliothèque Bodléienne à Oxford et aurait voyagé dans le Lake District pour apprendre le tissage pendant cette période.
Au cours de l'hiver 1910, Ethel Mairet et Coomaraswamy se rendent en Inde. Ethel écrit aux Ashbee durant cette période et tient un journal détaillant ses découvertes de textiles rares et de bijoux décoratifs, notant les colorants végétaux utilisés.
Le couple divorce en 1912 et Ethel construit une maison près de Barnstaple comprenant des ateliers de teinture et de tissage. Elle garde de bonnes relations avec Ananda, et correspond régulièrement avec lui.
En 1913, elle épouse Philip Mairet. Ce mariage, comme le premier est plutôt atypique et assez mal accueilli par leur entourage. Mairet a 27 ans et elle, 42 et ils rédigent leur propre contrat de mariage, renouvelable tous les dix ans. Ils resteront mariés pendant dix ans.
Ensemble, ils fondent The Thatched House, une maison et un atelier commun à Saunton, puis à Shottery près de Stratford upon Avon.
Il y a très peu de tissage manuel dans les Îles britanniques à l'époque, elle est une pionnière dans le domaine.
L'année suivante, elle reçoit la visite du Mahatma Gandhi, qui connait son travail à Ceylan et souhaite utiliser des techniques textiles simples en Inde.
En 1916, elle publie A Book on Vegetable Dyes (Un livre sur les colorants végétaux), imprimé par Hilary Pepler au Hampshire House Press à Hammersmith, Londres et expose à la Englishwoman Exhibition à Londres.

## Ditchling

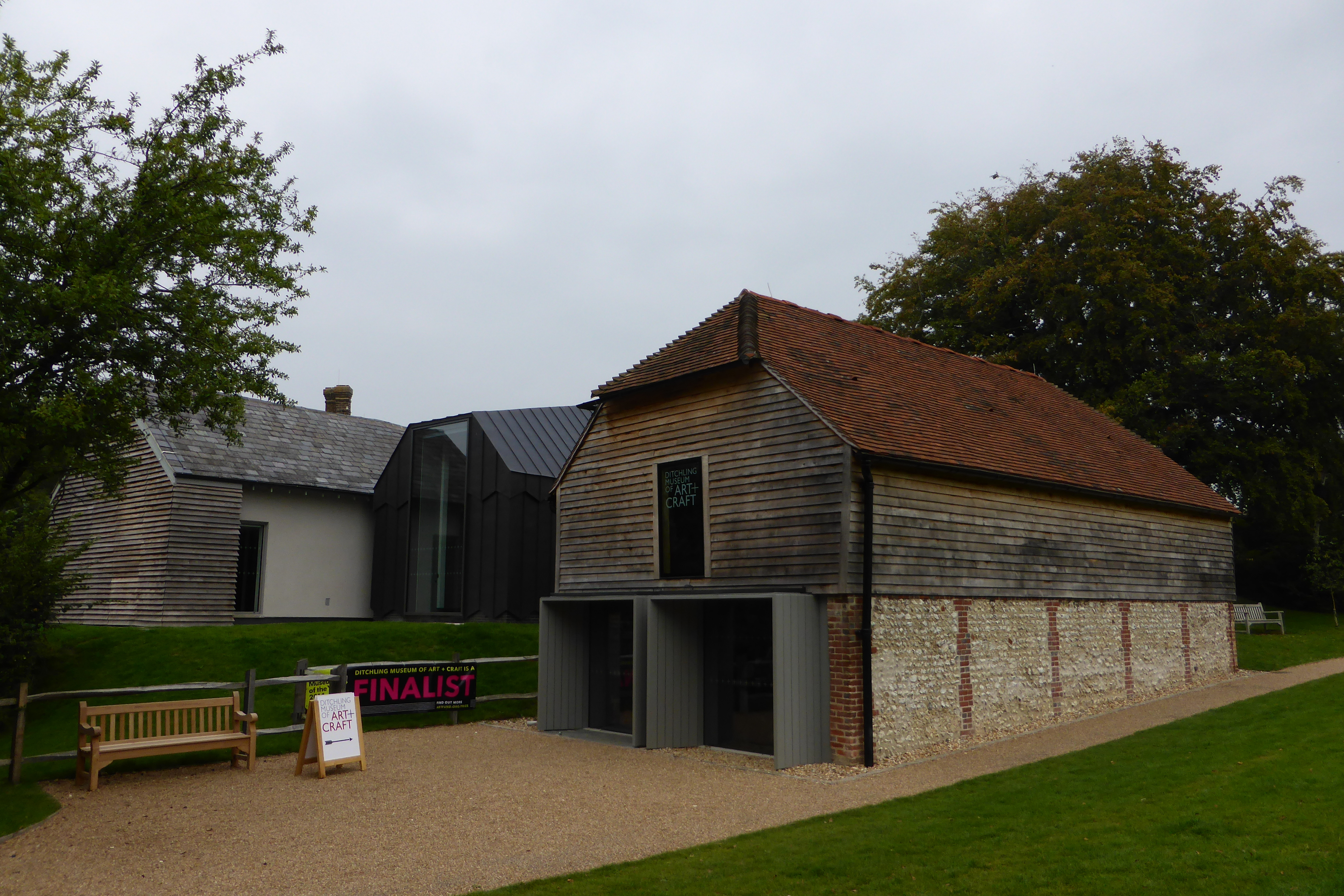
Musée d'art et d'artisanat Ditchling

En 1916, Ethel Mairet rend visite à Hilary Pepler à Ditchling. Elle est tellement impressionnée qu'elle décide de s'y installer. En 1917, elle termine An Essay on Crafts and Obedience (Un essai sur l'artisanat et l'obéissance) et supervise la deuxième édition de A Book on Vegetable Dyes, tous deux publiés par Hilary Pepler à St Dominic's Press à Ditchling.
Gospels, une maison de style Arts and Crafts, le troisième et principal atelier d'Ethel Mairet, est achevé à la fin de 1920.
Les tissages de son atelier mettent l'accent sur les textures ou le mélange original de matières. Ses vêtements sont très appréciés pas les experts mais moins par le public, ils sont trop en dehors de la mode. Malgré ça, l'atelier prospère durant la Première guerre mondiale et la dépression et plusieurs articles de presse lui sont consacrés.
A Gospels, elle forme environ 130 apprentis, assistants et ouvrières jusqu'en 1952, au tissage et à la teinture, souhaitant partager ses techniques et idées afin qu'elles soient perpétuées et renouvelées en permanence. La formation d'Ethel Mairet influence nombre d'aspirants tisserands de cette génération y compris Hilary Bourne, Valentine KilBride, Elizabeth Peacock, Petra Gill et Peter Collingwood.
La tisserande suisse Marianne Straub vient travailler avec elle et en apprendre davantage sur le tissage à la main. Ethel Mairet lui enseigne également la teinture et le filage à la main.
Marianne Straub a produit une variété de tissages en double chaîne et se lie d'amitié avec Ethel Mairet. Ethel Mairet a elle aussi bénéficié des connaissances de Marianne Straub et renforce sa conviction que le tissage à la main peut être utilisé par l'industrie. En cela, elle s'oppose aux idées de la tradition britannique de Arts and Crafts représentée par William Morris. « Nous souffrons toujours de la tradition de William Morris.... En permanence en dehors de la société à cause de son dédain pour la machine, l'artisan n'a aucun rôle à jouer dans la réforme ».
Marianne Straub et Ethel Mairet voyagent à trois reprises sur le continent européen au milieu des années 1930. Marianne Straub revient fréquemment à Gospels chez Ethel Mairet. Un journal écrit par Ethel Mairet lors d'un voyage en Europe avec son mari en 1927 montre que ses observations ne portaient pas tant sur les personnes rencontrées que sur ce qu'elles portaient.
En 1921, les céramistes Bernard Leach qui la considère comme l'artiste qui fait oublier William Morris et qui a donné une nouvelle vie à la scène artisanale britannique au cours des 20 dernières années et le japonais Shoji Hamada qui l'appelle "la mère du tissage à la main anglais" visitent Ethel Mairet à Gospels.
Déjà membre de la Red Rose Guild of Craftsmen et de la Guild of Weavers, Spinners and Dyers, elle devient en 1937 la première femme à recevoir le titre de Royal Designer of Industry de la Royal Society of Arts. En 1939, elle publie Handweaving Today, Traditions and Change. De 1939 à 1947, elle enseigne au Brighton College of Art où elle est réputée pour être une enseignante enthousiaste et inspirante.
Son travail dans le développement de colorants végétaux et sur la valeur esthétique des tissages et la texture des fils a évolué au fil du temps et sous les influences européennes. Ethel Mairet est restée active tout au long de sa vie et a continué à encadrer des élèves et à envoyer des exemples de son œuvre dans des écoles à travers le pays. Elle a largement contribué à faire de Ditching un centre international pour la relance des textiles tissés à la main et des colorants végétaux.

## Héritage
Ethel Mairet décède à Ditchling Common en 1952, elle est enterrée à Brighton, au cimetière de St Nicholas.
Ethel Mairet a influencé une génération de tisserands. Le Ditchling Museum of Art and Craft expose des œuvres d'Ethel Mairet et d'autres artistes locaux.
On la décrit parfois comme impatiente, intolérante, surtout après son deuxième divorce. « Son travail est la seule chose à laquelle Ethel Mairet puisse se raccrocher... elle n'a pas une vie heureuse» déclare l'historien de l'art Alan Crawford suggérant que son statut de femme seule affecte son équilibre. Lynda Neads explique ces appréciations par le fait que « les femmes qui travaillent transgressent les définitions bourgeoises de respectabilité et dépendance féminine ; leur sexualité imaginée et leur autonomie économique en font des menaces. ».
La personnalité d'Ethel Mairet présente de nombreux paradoxes, des opinions parfois contradictoires, à la fois progressiste et traditionnelle. Elle est divorcée deux fois, est une femme d'affaires qui gère son entreprise avec succès et a des sympathies communistes et des convictions féministes, anti-impérialiste mais avec parfois, des comportements paternalistes. C'est une femme qui a dû trouver sa voie dans un monde en changement.
Les archives d'Ethel Mairet sont hébergées au Crafts Study Centre. Elles comprennent des documents et des souvenirs de 1872 à 1952 : documents personnels, carnets de voyage 1910–1938, lettres d'affaires et personnelles, livres de comptes et photographies qui font toujours l'objet d'études universitaires.
Le Crafts Study Centre, Bath organise, en 1983, une exposition rétrospective itinérante de son travail, puis présente des textiles d'Ethel Mairet dans deux expositions, en 2005 Transformation et, en 2016 Making, Thinking, Living.

## Sources
- (en) Cet article est partiellement ou en totalité issu de l’article de Wikipédia en anglais intitulé « Ethel Mairet » (voir la liste des auteurs).

1. 1 2 3  (en) Rachel Halton, « Resistance and Submission, Warp and Weft : Unraveling the life of Ethel Mairet », TEXTILE,the journal of cloth and culture,‎ 12 novembre 2009, p. 292-317 (lire en ligne)
2. 1 2 3 4 5  « Ethel Mairet », University of Brighton Faculty of Arts (consulté le 20 octobre 2015)
3. ↑  « Norman Chapel House », British Listed Buildings (consulté le 21 octobre 2015)
4. 1 2 3 4 5 6 7 8  (en) Margaux Coatts, A Weaver's Life: Ethel Mairet, 1872-1952, Crafts Council, 1983, 136 p. (ISBN 978-0903798709)
5. ↑  (en) Margot Coatts, A Weaver's Life: Ethel Mairet, 1872–1952, Londres Bath, Crafts Council in association with the Crafts Study Centre, 31 août 1983 (ISBN 978-0903798709)
6. ↑  (en) « C R Ashbee » [archive du 26 octobre 2015], Cheltenham Art Gallery and Museum (consulté le 19 octobre 2015)
7. ↑  « Ethel Mairet collection - Archives Hub », sur archiveshub.jisc.ac.uk (consulté le 28 juin 2020)
8. ↑  « Pioneers and their practice - Visual Arts Data Service: the online resource for visual arts », sur web.archive.org, 11 mai 2015 (consulté le 28 juin 2020)
9. ↑  Faculty portraits, « Dr Marianne Straub », brighton.ac.uk, University of Brighton (consulté le 19 octobre 2015)
10. ↑  (en) Mary Schoeser, Pioneers of Modern Craft, Manchester, Manchester University Press, 1997, 84–94 p. (ISBN 978-0-7190-5058-9, lire en ligne), « Marianne Straub »
11. ↑  (en) Ethel Mairet, « Yugoslavian Journal, May 4–30, 1927 », The Journal of Modern Crafts, vol. 8, no 1,‎ 2015, p. 77–85
12. ↑  julia&keld, « Ethel Partridge Mairet », Find a Grave, 19 mars 2012 (consulté le 20 octobre 2015)
13. ↑  « About Us » [archive du 18 septembre 2015], Ditchling Museum of Art and Craft (consulté le 19 octobre 2015)
14. ↑  (en) Alan Crawford, « A Weaver's life: review », Crafts,‎ 1984
15. ↑  (en) Lynda Nead, Myths of sexuality : Representations of Women in Victorian Britain, Londres, Basil Blackwell, 1988, 240 p. (ISBN 9780631155027)
16. ↑  « The papers of Ethel Mairet - Archives Hub », sur archiveshub.jisc.ac.uk (consulté le 29 juin 2020)
17. ↑  (en-GB) « EXHIBITION Making, Thinking, Living: An exhibition curated by Garry Fabian Miller », sur Crafts Study Centre (consulté le 29 juin 2020)